# Kalaa
Kalaa (în arabă قلعة) este o comună din provincia Relizane, Algeria.
Populația comunei este de 11.659 de locuitori (2008).